# 利纳斯·克莱扎
利纳斯·克莱扎（1985年1月3日—），生于立陶宛的考那斯，立陶宛篮球运动员，现效力于NBA。
身高6英尺8英寸，体重245磅（2.03米，111公斤），司职搖擺人。2002年前往美国，在马里兰州Rockville的Montrose Christian高中参加了一个赛季的高中篮球联赛，之后在密苏里打了两年的大学联赛，2005年NBA选秀中第一轮第27顺位被波特兰开拓者选走，随后当天交换给了掘金队。